# Вильфранш-де-Руэрг (округ)
Вильфра́нш-де-Руэ́рг (фр. Villefranche-de-Rouergue) — округ (фр. Arrondissement) во Франции, один из округов в регионе Юг-Пиренеи. Департамент округа — Аверон. Супрефектура — Вильфранш-де-Руэрг.
Население округа на 2006 год составляло 64 258 человек. Плотность населения составляет 50 чел./км². Площадь округа составляет всего 1293 км².